# Чемпионат России по лёгкой атлетике 1916
9-й чемпионат России по лёгкой атлетике прошёл 27—29 августа 1916 года в Петрограде. Соревнования состоялись в 17 легкоатлетических дисциплинах. Сильнейшие легкоатлеты страны в пятый раз в истории собрались в городе на Неве для определения чемпионов России.

## Соревнования
На проведение спортивных соревнований существенное влияние оказывала продолжавшаяся Первая мировая война. Для участия в чемпионате прибыли спортсмены только из 4 городов: Петрограда, Москвы, Ревеля и Риги. Впервые в истории на турнире не было побито ни одного рекорда России. Тем не менее, было показано несколько неплохих результатов. Впервые заявил о себе 17-летний эстонец Александр Клумберг из «Калева», выигравший соревнования в тройном прыжке и взявший серебро в прыжке в длину. Спустя несколько лет он станет мировым рекордсменом и выиграет бронзовую медаль Олимпийских игр 1924 года в десятиборье. Подтвердил свой класс одноклубник Александра, Иоганн Виллемсон, третий год подряд победивший в беге на 1500 метров. Три медали завоевал Антон Охака, ставший двукратным чемпионом страны в метании диска.
Приз Великого князя Михаила Александровича за победу в общекомандном зачёте достался спортсменам «Калева» из Ревеля.
Чемпионат 1916 года стал последним в истории царской России. Следующее первенство страны состоялось лишь спустя 4 года в самый разгар Гражданской войны. Чемпионат России как главный национальный турнир вернулся в легкоатлетический календарь лишь в 1992 году, после распада СССР.

## Медалисты
| Дисциплина        | Золото                                                                          | Золото  | Серебро                           | Серебро | Бронза                                      | Бронза  |
| ----------------- | ------------------------------------------------------------------------------- | ------- | --------------------------------- | ------- | ------------------------------------------- | ------- |
| 100 м             | Николай Орлов МКЛ Москва                                                        | 11,6    | Леонид Решетников КЛС Петроград   | 11,8    | Альфред Шпигель КЛС Петроград               | 11,8    |
| 200 м             | Леонид Решетников КЛС Петроград                                                 | 24,2    | Борис Фомилиант КЛС Петроград     | 24,8    | Вернер Парвиайнен ФГО Петроград             | 25,4    |
| 400 м             | Григорий Лапин «Унитас» Петроград                                               | 54,0    | Густав Кийлем «Калев» Ревель      | 54,0    | Иоганн Виллемсон «Калев» Ревель             | 54,4    |
| 800 м             | Лев Бархаш МКЛ Москва                                                           | 2.04,0  | Александр Газенфус МКЛ Москва     | 2.06,6  | Иоганн Виллемсон «Калев» Ревель             | 2.07,6  |
| 1500 м            | Иоганн Виллемсон «Калев» Ревель                                                 | 4.20,8  | Лев Бархаш МКЛ Москва             | 4.27,2  | Александр Газенфус МКЛ Москва               | 4.34,0  |
| 5000 м            | Юри Лоссман «Калев» Ревель                                                      | 16.46,0 | Арфет Упмаль КЛС Петроград        | 16.52,6 | Хенрик Пааль «Олимпия» Ревель               | 16.55,0 |
| 10 000 м          | Арфет Упмаль КЛС Петроград                                                      | 35.26,0 | Хенрик Пааль «Олимпия» Ревель     | 35.29,0 | Юри Лоссман «Калев» Ревель                  | 35.44,5 |
| 110 м с барьерами | Юрий Литовченко КЛС Петроград                                                   | 16,8    | Фридрих Сауемяги «Калев» Ревель   | 17,2    | Леонид Решетников КЛС Петроград             | 18,0    |
| Прыжок в высоту   | Алексей Есаулов Павловско-Тярлевский КЛС Павловск                               | 1,75 м  | Михаил Николаев ОЛЛС Москва       | 1,73 м  | Борис Фомилиант КЛС Петроград               | 1,68 м  |
| Прыжок с шестом   | Г. Майков лично Петроград                                                       | 3,20 м  | Отто Сярккя «Унитас» Петроград    | 3,10 м  | Иоганн Мартин «Калев» Ревель                | 3,00 м  |
| Прыжок в длину    | Алексей Есаулов Павловско-Тярлевский КЛС Павловск                               | 6,43 м  | Александр Клумберг «Калев» Ревель | 6,14 м  | Виктор Прокофьев ОЛЛС Москва                | 5,91 м  |
| Тройной прыжок    | Александр Клумберг «Калев» Ревель                                               | 13,14 м | А. Нурми ФГО Петроград            | 12,23 м | Михаил Николаев ОЛЛС Москва                 | 12,22 м |
| Толкание ядра     | Евгений Зарин МКЛ Москва                                                        | 11,89 м | Харальд Таммер «Калев» Ревель     | 11,50 м | Антон Охака «Калев» Ревель                  | 11,43 м |
| Метание диска     | Антон Охака «Калев» Ревель                                                      | 40,73 м | Евгений Зарин МКЛ Москва          | 39,80 м | Харальд Таммер «Калев» Ревель               | 33,58 м |
| Метание молота    | Александр Чистяков «Санитас» Москва                                             | 33,20 м | Сергей Утехин КЛС Петроград       | 27,09 м | Харальд Таммер «Калев» Ревель               | 24,15 м |
| Метание копья     | Борис Рымарев МКЛ Москва                                                        | 47,92 м | Антон Охака «Калев» Ревель        | 47,66 м | В. Ушаков Павловско-Тярлевский КЛС Павловск | 45,98 м |
| Эстафета 4×100 м  | Петроград−1 Альфред Шпигель Борис Фомилиант Леонид Решетников Вернер Парвиайнен | 46,2    | Петроград−2                       | 48,2    | МКЛ−2 Москва                                | 48,8    |